# Turon (Kansas)
Turon – miasto w Stanach Zjednoczonych, w stanie Kansas, w hrabstwie Reno.